# 연 (전한)
연(燕, 기원전 202년 ~ 기원전 80년)은 중국 전한의 제후왕국이다. 최대 영역은 지금의 허베이성 북부와 베이징시, 톈진시, 랴오닝성 서부 일대며, 이후 축소돼 광양군의 전신이 됐다. 수도는 계(지금의 베이징 시)다.

## 역사
시초는 진승·오광의 난 때 재건된 한광의 연나라다. 기원전 206년 항우의 십팔제후왕 분봉에서 연나라는 동서로 분할돼 연나라 장수 장도가 왕노릇하는 계를 수도로 하는 연나라(대략 진나라의 광양군, 상곡군, 어양군 일대)와 한광이 왕노릇하는 무종을 수도로 하는 요동나라(대략 진나라의 우북평군, 요서군, 요동군)가 됐다. 한광은 항우의 분봉에 반발해 연왕으로 부임하러 오는 장도를 저지했으나 장도가 승리했다. 한광은 무종에서 패사했고 장도는 요동나라까지 병합했다. 기원전 204년, 이웃한 조나라와 사실상 조나라 속국인 대나라가 한나라 장수 한신과 한나라에 망명한 옛 항산나라 왕 장이의 공격으로 망하자 한신의 권유를 받고 한나라에 투항해 그 세력권에 들었다. 기원전 202년, 해하 전투 후 장도는 한왕 유방을 황제로 추대했으나, 같은해 7월 반란을 일으켰다. 전한에서는 고제가 친정해 반란을 진압했고, 장도는 사로잡혀 처형됐다.
장도 사후, 유방의 친구 노관이 새로 연나라 왕이 됐다. 노관은 진희의 난을 진압하다가 흉노와 손잡고 전한을 약화시켜 연나라의 안전을 보장하려 했고, 그 수작이 진희의 난이 진압되면서 들통나 연나라는 다시 전한의 공격을 받았다. 원래 토벌군 대장은 번쾌였으나 모함으로 소환되고 주발이 대장이 돼, 연나라 군대는 각지에서 주발에게 격파당했다. 마침 고제가 위독해지자, 노관은 여후를 두려워해 고제가 나으면 죄를 빌고 용서받으려 했다. 그러나 고제는 고제 12년(기원전 195년) 죽었고, 노관은 흉노로 달아났다. 새 연나라 왕은 고제의 서자 영왕 유건이 됐다.
영왕은 고후 7년(기원전 181년)에 죽었다. 당시는 여후가 정치를 오로지하던 때로, 여후의 여씨 일족 강화를 위해 영왕의 서자는 살해되고 여씨 일족인 여통이 새 왕이 됐다. 그러나 기원전 180년 제여의 난이 진압되고 여씨가 몰락하면서 여통도 살해됐다. 새 왕으로는 문제 원년(기원전 179년) 옛 낭야왕 유택이 봉해졌다.
오초칠국의 난 이후, 제후왕국의 지군을 삭제하면서 우북평·요서·요동·어양·상곡 다섯 지군이 모두 한나라의 직할지가 됐다. 이후 남은 연나라 땅에 대해서는 광양군을 참고하라.

## 고조선과의 친연성
고조선과 연은 모두 선사시대부터 요서지역을 터전으로 교류와 경쟁을 반복하여왔다. 선진 문물과 좀 더 지리적으로 가까웠던 연에 의해 고조선은 첨차 요서에서 물러나서 요동으로의 확장을 선택하였으며 이후 수백년간 천산산맥을 중심으로 대립해왔다.
오랜 기간 인접해 있던 이유로 언어적으로도 친연성이 확인되었는데, 기원전 53년~기원후 18년에 편찬된 양웅(揚雄)의『방언(方言)』에 수록된 연나라 단어 57개 중 조선(朝鮮)·열수(洌水)지역과의 공통어휘가 29건(51%)이 확인되었다. 반면 상고한어의 유래로 추정되는 단어는 총 21건(37%)이고 그나마도 중원과 가까운 지역에 집중되어 있다.이러한 통계를 통해 연나라는 고조선과 언어적으로도 상당히 가까운 관계였을 것으로 추정된다.

## 장관

### 연상국
- 소섭도미(기원전 203년 당시)
- 온개(기원전 202년 당시)
- 임지(기원전 200년 ~ ?)
- 저(抵, 기원전 195년 당시) 또는 언(偃)[2][3]

### 연승상
- 선의(? ~ 기원전 190년?)
- 난포(문제 시기)
- 난포(기원전 151년 ~ 기원전 145년)

### 연상
- 관부(기원전 139년 ~ ?)
- 조우(기원전 109년 ~ ?)
- 평(平, ? ~ 기원전 80년): 연나라의 마지막 국상.